# Triumph or Agony
Triumph or Agony é o sétimo álbum de estúdio lançado pela  Rhapsody of Fire na Europa em 25 de setembro de 2006. É o primeiro álbum que a banda lançou após a mudança de nome.
Triumph or Agony apresenta uma orquestra e coro de 70 peças ao vivo e foi novamente auto-produzido pelo guitarrista/compositor Luca Turilli e pelo tecladista/compositor Alex Staropoli com assistência do co-produtor Sascha Paeth.  O álbum também apresenta uma série de narradores convidados e atores de personagens, incluindo vários recrutas da cena teatral de Londres, a falecida Susannah York da série de filmes Superman e uma aparição de retorno do renomado ator Christopher Lee, como o onisciente 'Rei Mago'. A música "Il Canto del Vento", é a primeira música na história da banda que não é composta por Turilli ou Staropoli, mas sim por  Fabio Lione.
A arte da capa é feita pelo artista Jeff Easley, famoso por seu trabalho na linha de produtos Dungeons & Dragons.

## Lista de Faixas
Todas as letras escritas por Luca Turilli, exceto a faixa 6 por Fabio Lione, todas as músicas compostas por Turilli e Alex Staropoli, exceto a faixa 6 por Fabio Lione.
| N.º            | Título | Duração                                  |  |
| 1.             | "Dar-Kunor (instrumental)" I. "Echoes from the Elvish Woods" II. "Fear of the Dungeons"                                                                                        | 3:13 - 1:30 - 1:43                       |  |
| 2.             | "Triumph or Agony" | 5:03                                     |  |
| 3.             | "Heart of the Darklands" | 4:11                                     |  |
| 4.             | "Old Age of Wonders" | 4:35                                     |  |
| 5.             | "The Myth of the Holy Sword" | 5:03                                     |  |
| 6.             | "Il Canto del Vento" ("O Canto do Vento") | 3:54                                     |  |
| 7.             | "Silent Dream" | 3:51                                     |  |
| 8.             | "Bloody Red Dungeons" | 5:12                                     |  |
| 9.             | "Son of Pain" | 4:43                                     |  |
| 10.            | "The Mystic Prophecy of the Demonknight" I. "A New Saga Begins" II. "Through the Portals of Agony" III. "The Black Order" IV. "Nekron's Bloody Rhymes" V. "Escape from Horror" | 16:26 - 8:39 - 0:41 - 2:36 - 0:41 - 3:45 |  |
| 11.            | "Dark Reign of Fire" I. "Dark Reign of Fire" II. "Winter Dawn's Theme" | 6:27 - 3:31 - 2:56                       |  |
| Duração total: | Duração total: | 1:02:33                                  |  |

| Faixa bônus da edição francesa |                                 |         |  |
| N.º                            | Título                          | Duração |  |
| 12.                            | "Son of Pain (Versão Francesa)" | 4:42    |  |

| Faixa bônus da edição deluxe francesa |                                       |         |  |
| N.º                                   | Título                                | Duração |  |
| 13.                                   | "A New Saga Begins (Edição de Rádio)" | 4:19    |  |
| 14.                                   | "Defenders of Gaia"                   | 4:35    |  |

| Faixa bônus da edição italiana |                                       |         |  |
| N.º                            | Título                                | Duração |  |
| 12.                            | "Defenders of Gaia"                   | 4:35    |  |
| 13.                            | "A New Saga Begins (Edição de Rádio)" | 4:19    |  |
| 14.                            | "Son of Pain (Versão em Italiano)"    | 4:42    |  |
| Duração total:                 | Duração total:                        | 1:16:07 |  |

## Conceito
Triumph Or Agony, a segunda parte da saga, descreve a jornada de Khaas, Princesa Lothen, Tarish, Dargor e Iras Algor pelas cavernas de Dar-Kunor. Dá um pouco da história da terra de Hargor e como Irith era originalmente, habitada por elfos, antes de Nekron se levantar e levá-la embora. Também conta a história da criação da Espada Esmeralda e seu selamento atrás dos portões. Na segunda música passada, o grupo viaja em Dar-Kunor. Ele para em uma grande lacuna sobre um rio de cor vermelha, mas Iras descobre que o nome de Nekron é a chave - as letras de seu nome correspondem a diferentes números no alfabeto Nekranos, alinhados com o arranjo da Geometria Negra, que eles cruzam em uma invisível ponte.
"O Mito da Espada Sagrada" apresenta a história da Espada Esmeralda na Saga Espada Esmeralda. Durante a terceira guerra élfica na batalha pelas minas de Galfor, o guerreiro Naimur foi capturado por Atlon (referido como "Fúria do Inferno"). Atlon torturou Naimur usando uma pedra esmeralda para drenar sua energia e acabou matando-o. Após a batalha, Loinir, irmão de Naimur, pegou a pedra usada para torturar Naimur e forjou a Espada Esmeralda. Loinir pediu aos anjos que abençoassem a espada, enchendo-a com seu poder sagrado.
Alguns anos depois, os Elfos lançaram um novo ataque contra Atlon e suas forças, dando a Loinir a chance de vingar seu irmão. "apenas um golpe de espada, [foi] o último suspiro do inferno". Loinir sentiu como se a lâmina fosse poderosa demais, e assim a deu aos magos para examinarem. Os magos determinaram que a espada havia realmente sido encantada com poderes sagrados e que poderia ser perigosa se caísse em mãos erradas. Eles, portanto, esconderam a espada além dos Portões de Marfim.
Na penúltima música, eles encontram o livro, mas tirá-lo do pedestal faz com que mãos de carne podre saiam do chão. O grupo foge, tentando escapar, porém chegam ao rio novamente. Desta vez, eles não têm tempo para resolver o enigma novamente, então eles pulam no rio, raciocinando que qualquer morte é melhor do que aquela que os espera nas mãos dos demônios atrás deles. Felizmente, no final, todos eles escapam com o livro preto. Então, em Orin, a cidade das muralhas cinzentas, eles são recebidos por Hanos, um dos reis sábios que acreditou no plano da ordem para salvar o mundo conhecido. Depois de um longo descanso, eles começaram sua longa jornada de volta para casa. Era hora de abrir o sétimo livro preto.

## Integrantes
| Rhapsody of Fire - Fabio Lione – vocal principal - Luca Turilli – guitarras, produção - Alex Staropoli – teclados, arranjos orquestrais, produção - Patrice Guers – baixo - Alex Holzwarth – bateria Integrantes adicionais - Manuel Staropoli – flauta, gravador - Christopher Lee – narração - Toby Eddington – narração - Stash Kirkbride – narração - Christina Lee – narração - Marcus D'Amico – narração - Simon Fielding – narração - Susannah York – narração - Dominique Leurquin – solos de guitarra (2, 5, 7, 8) - Johannes Monno – guitarras (clássico) - Bridget Fogle – soprano vocals | Coro - Cinzia Rizzo, Miro Rodenberg, Olaf Hayer, Previn Moore, Robert Hunecke-Rizzo, Thomas Rettke Academia de Coro Brno - Dana Kurečková, Iva Holubová, Jana Klinerová, Jaroslava Zezulová, Kateřina Hudcová, Lucie Matalová, Ludmila Kieseljovová, Ludmila Markesová, Vladimíra Dolejšová, Jiří Klecker, Karel Seffer, Libor Markes, Michael Pinsker, Milan Hanzliczek, Pavel Konárek, Robert Kurečka, Serhij Derda, Tomáš Ibrmajer, Vladimír Kutnohorský, Alena Sobolová, Andrea Dáňová, Barbora Francová, Dana Toncrová, Eva Badalová, Eva Klepalová, Kateřina Nejedlá, Kateřina Pastrňáková, Magda Krejčová, Marie Vališová, Petra Bodová, Petra Koňárková, Terezie Kamenická, Terezie Plevová, Zora Jaborníková, Ivan Nepivoda, Jakub Herzan, Jiří Barták, Marek Mikuš, Matěj Dupal, Tomáš Kamenický, Vladimír Prachař, Vít Matuška |

Bohuslav Martinů Orquestra Filarmônica
| - Emil Nosek – violino - František Hrubý – violino - Hana Roušarová – violino - Hana Tesařová – violino - Jan Nedoma – violino - Jana Štípková – violino - Jitka Hanáková – violino - Milan Lapka – violino - Miroslav Křivánek – violino - Přemysl Roušar – violino - Dana Blahutová – violino - Hana Bílková – violino - Jan Kotulan – violino - Jaroslav Aladzas – violino - Jitka Šuranská – violino - Josef Geryk – violino - Josef Kubelka – violino - Josef Vyžrálek – violino - Leo Sláma – violino - Yvona Fialová – violino - Dana Božková – viola - Juraj Petrovič – viola - Lucie Dümlerová – viola | - Michaela Slámová – viola - Miroslav Kašný – viola - Oldřich Šebestík – viola - Pavel Novák – viola - Roman Janů – viola - Alexandr Erml – Violoncelo - David Kefer – Violoncelo - Erich Hulín – Violoncelo - Hana Škarpová – Violoncelo - Zdenka Aladzasová – Violoncelo - Zuzana Ermlová – Violoncelo - Josef Horák – contrabaixo - Michal Pášma – contrabaixo - Pavel Juřík – contrabaixo - Vladimír Hudeček – contrabaixo - Vítězslav Pelikán – contrabaixo - Jana Holásková – flauta - Jiřina Vodičková – flauta - Vladimír Vodička – flauta - Krista Hallová – oboe - Svatopluk Holásek – oboe - Aleš Pavlorek – clarineta - Jiří Kundl – clarineta | - Jaroslav Janoštík – fagote - Václav Kaniok – fagote - František Vyskočil – trompa francesa - Jiří Zatloukal – trompa francesa - Josef Číhal – trompa francesa - Milan Kubát – trompa francesa - Rudolf Linner – trompa francesa - Vlastimil Kelar – trompa francesa - Pavel Skopal – trompete - Rostislav Killar – trompete - Zdeněk Macek – trompete - Ivan Dřínovský – trombone - Milan Tesař – trombone - Roman Sklenář – trombone - Miloslav Žváček – tuba - Lucie Vápová – harpa |

Produção
| - Jeff Easley – Arte de capa - Petr Pololanik – regente de orquestra - Marek Obdržálek – regente de coro - Sascha Paeth – produção, engenharia, mixagem - Joey DeMaio – produtor executivo - Rob LaVaque – edição, engenharia | - Phillip Colodetti – edição, engenharia - Bernd Kugler – gravação de orquestra e coro - Marc Lenz – gravação de orquestra e coro - Jan Wrede – gravação de orquestra e coro - Stefan Schmidt – gravação de orquestra e coro - Olaf Reitmeier – Engenharia |

## Paradas
| Paradas (2006)                        | Posição mais alta |
| ------------------------------------- | ----------------- |
| França (SNEP)                         | 59                |
| Alemanha (Offizielle Deutsche Charts) | 54                |
| Itália (FIMI)                         | 18                |
| Álbuns Japoneses (Oricon)             | 40                |
| Suíça (Schweizer Hitparade)           | 74                |